# Klemens Jockwig
Klemens Jockwig (* 1. Mai 1936 in Glatz, Landkreis Glatz, Provinz Niederschlesien) ist Redemptorist, katholischer Theologe und emeritierter Professor für Religionspädagogik, Predigtlehre und Sprecherziehung.

## Leben
Nach dem Abitur im Jahre 1955 trat Klemens Jockwig im Alter von 19 Jahren dem Orden der Redemptoristen bei. 1956 begann er an der Phil.-Theol. Hochschule der Redemptoristen in Hennef-Geistingen das Studium der Katholischen Theologie, welches es 1961 beendete. Im selben Jahr wurde er zum Priester geweiht. Von 1961 bis 1966 schlossen sich ein Studium der Sprechwissenschaften in München und eine Promotion in Theologie an. Anschließend trat Jockwig an der Phil.-Theol. Hochschule in Hennef-Geistingen eine Professur für Religionspädagogik, Predigtlehre und Sprecherziehung an. Dazu kam im Jahre 1969 eine Professur an der Phil.-Theol. Hochschule der Steyler Missionare in Sankt Augustin.
Von 1972 bis 1998 arbeitete Jockwig für die Verkündigungssendungen in Hörfunk und Fernsehen, u. a. als Sprecher des Wort zum Sonntag. Von 1980 bis 1996 war er Beauftragter der katholischen Kirche beim Deutschlandfunk, DeutschlandRadio und der Deutschen Welle in Köln. Im Jahr 1996 legte er die meisten seiner Ämter nieder und ist seitdem in der Beicht-, Gesprächs- und Telefonseelsorge der Redemptoristen in Trier tätig.
Jockwig veröffentlichte Predigtliteratur sowie Bildtexthefte, Stundenbücher und Lyrik im Lahn-Verlag, Limburg. Heute lebt er bei den Redemptoristen in Trier und verrichtet dort seinen priesterlichen Dienst in der Pfarrei Liebfrauen.